# Autoput Andrijevica–Čakor
Die Autoput Andrijevica–Čakor (montenegrinisch für ‚Autobahn Andrijevica–Čakor‘) ist eine geplante Autobahn in Montenegro. Sie soll von Andrijevica zur kosovarischen Grenze Richtung Peja führen. Diese Planung wurde bereits im montenegrinischen Verkehrsentwicklungsplan bis 2020 berücksichtigt.

## Streckenführung
Die Autobahn wird in Andrijevica von der Autobahn Bar–Boljare abzweigen und dann über Murino Richtung Kosovo führen. Unter dem Čakorpass soll ein vier Kilometer langer Tunnel gebaut werden.

## Ausschreibungen
Derzeit wurde noch keine Ausschreibungen durchgeführt. Da die Autobahn Bar–Boljare Priorität genießt, dürfte ein Baubeginn in naher Zukunft nicht in Aussicht sein.